# Bukit Elia
Bukit Elia är en kulle i Indonesien.   Den ligger i provinsen Aceh, i den västra delen av landet, 1 700 km nordväst om huvudstaden Jakarta. Toppen på Bukit Elia är 76 meter över havet.
Terrängen runt Bukit Elia är platt åt nordost, men åt sydväst är den kuperad.Runt Bukit Elia är det tätbefolkat, med 550 invånare per kvadratkilometer. Närmaste större samhälle är Lhokseumawe, 14,2 km nordost om Bukit Elia. I omgivningarna runt Bukit Elia växer i huvudsak städsegrön lövskog.